# 국가 목록
이 문서는 국가(國歌)들의 목록을 보여준다.
대부분의 국가에는 '칭찬, 헌신 또는 애국심에 대한 노래'로 정의되는 국가가 있다. 대부분의 찬가는 행진곡이나 찬송가 스타일이다. 노래나 찬송가는 주 헌법, 입법부가 제정한 법률 또는 단순히 전통에 따라 국가가 될 수 있다. 왕실의 국가(Royal Anthem)는 국가(國歌)와 유사한 애국적인 노래이지만 구체적으로 군주나 왕조를 찬양하거나 기도하는 노래이다. 이러한 국가는 일반적으로 군주가 공개석상에 참석할 때나 왕실에서 중요한 기타 행사가 진행되는 동안 연주된다. 일부 나라에서는 요르단 국가와 같이 왕족의 국가를 국가로 사용한다.
가장 오래된 국가의 지위를 주장하는 사람은 여러 명이다. 국가 중 가장 먼저 작곡된 것은 네덜란드 국가인 〈빌헬무스〉(Wilhelmus)로 1568년에서 1572년 사이에 작곡됐다. 이 곡은 네덜란드어 버전과 영어 버전이 모두 있는데, 두 언어 모두에서 쌍극체라는 점에서 이례적이다. 일본 국가 〈기미가요〉는 905년에 처음 출판된 〈고킨 와카슈〉에서 가사를 따온 국가 중 가장 오래된 가사를 사용하지만 이 가사는 1880년이 되어서야 음악으로 설정되었다. 1770년에는 스페인 국가 〈La Marcha Real〉이 공식적으로 채택되었으나 기원은 불분명하다. 이 곡은 16세기 베네치아에서 유래되었거나 심지어 프리드리히 대왕이 직접 작곡한 것으로 추정된다. 또한 공식 가사가 없는 몇 안 되는 국가 중 하나이기도 하다. 국가는 18세기에 유럽 국가들 사이에서 점점 인기를 얻었다. 예를 들어, 영국의 국가 〈God Save the King〉은 1745년에 처음 연주되었다. 프랑스의 국가 〈La Marseillaise〉는 반세기 후인 1792년에 작곡되어 1795년에 채택되었다.
국가는 사실상 공식 여부에 상관없이 일반적으로 해당 국가의 가장 일반적인 언어로 작성된다. 여러 국어를 사용하는 주에서는 여러 버전의 국가를 제공할 수 있다. 예를 들어, 스위스의 국가는 국가의 4개 공식 언어인 프랑스어, 독일어, 이탈리아어, 로만슈어에 대해 서로 다른 가사를 가지고 있다. 뉴질랜드의 두 국가 중 하나는 일반적으로 첫 번째 구절은 마오리어(Aotearoa)로, 두 번째 구절은 영어(God Defend New Zealand)로 부른다. 곡조는 같지만 가사의 의미는 다르다. 남아프리카공화국의 국가는 두 개의 서로 다른 노래로 구성되어 있으며, 국가의 11개 공식 언어 중 5개가 사용되며 각 언어는 연으로 구성되어 있다는 점에서 독특하다.
(취소선은 나라가 아님을, 기울임꼴은 일부 미승인국가를 의미한다.)

## ㄱ
| 가나       | 하느님, 우리의 조국 가나를 축복하소서 |  |
| 가봉       | 조화                                  |  |
| 가이아나   | 친애하는 가이아나 땅의 강과 평원      |  |
| 감비아     | 우리의 조국 감비아를 위해             |  |
| 과테말라   | 과테말라의 국가                       |  |
| 그레나다   | 그레나다 만세                         |  |
| 그린란드   | 우리의 오랜 땅이여                    |  |
| 그리스     | 자유의 찬가                           |  |
| 기니       | 자유                                  |  |
| 기니비사우 | 우리의 사랑스런 조국                  |  |

## ㄴ
| 나미비아          | 용감한, 나라 나미비아여                             |  |  |
| 나우루            | 나우루의 노래                                       |  |  |
| 나이지리아        | 나이지리아, 우리가 네게 만세를 외친다!              |  |  |
| 남수단            | 남수단 만세!                                        |  |  |
| 남아프리카 공화국 | 남아프리카의 찬가                                   |  |  |
| 남오세티야        | 남오세티야의 국가                                   |  |  |
| 네덜란드          | 헷 빌헬뮈스                                         |  |  |
| 네팔              | 백송이의 꽃                                         |  |  |
| 노르웨이          | 그래, 우린 이 땅을 사랑한다 왕실용 국가는 왕의 노래 |  |  |
| 뉴질랜드          | 신이시여 뉴질랜드를 지켜주소서                      |  |  |
| 니제르            | 조국의 명예                                         |  |  |
| 니우에            | 천국의 하느님                                       |  |  |
| 니카라과          | 니카라과의 국가                                     |  |  |

## ㄷ
| 대한민국        | 애국가                                  |  |  |
| 덴마크          | 아름다운 나라 왕실 국가는 크리스티안 왕 |  |  |
| 도미니카 공화국 | 용감한 키스케야인                       |  |  |
| 도미니카 연방   | 아름다운 섬, 빛나는 섬                  |  |  |
| 독일            | 독일의 노래                             |  |  |
| 동티모르        | 조국                                    |  |  |

## ㄹ
| 라오스       | (펭 삿 라오)                       |  |
| 라이베리아   | 모두 라이베리아에 만세를           |  |
| 라트비아     | 하느님, 라트비아를 축복하시옵소서! |  |
| 러시아       | 러시아 연방 국가                   |  |
| 레바논       | 레바논의 국가                      |  |
| 레소토       | 레소토는 우리 조상의 땅            |  |
| 루마니아     | 깨어나라, 루마니아인여             |  |
| 룩셈부르크   | 우리의 조국 왕실용 국가는 빌헬름   |  |
| 르완다       | 아름다운 르완다                    |  |
| 리비아       | 리비아, 리비아, 리비아             |  |
| 리투아니아   | 국가                               |  |
| 리히텐슈타인 | 저 라인 강 위쪽으로                |  |

## ㅁ
| 마다가스카르      | 오, 우리의 사랑하는 조국이여         |  |
| 마셜 제도         | 마셜 제도 영원하라                   |  |
| 말라위            | 주께서 우리의 땅 말라위를 축복하시리 |  |
| 말레이시아        | 나의 조국                            |  |
| 말리              | 말리여, 그대와 아프리카를 위하여     |  |
| 멕시코            | 조국에 평화를                        |  |
| 모나코            | 모네가스크의 찬가                    |  |
| 모로코            | 샤리프의 찬가                        |  |
| 모리셔스          | 모국                                 |  |
| 모리타니          | 모리타니 이슬람 공화국 국가          |  |
| 모잠비크          | 사랑하는 조국                        |  |
| 몬테네그로        | 오,5월의 밝은 새벽이여               |  |
| 몰도바            | 우리의 언어                          |  |
| 몰디브            | 조국을 향해 경례를                   |  |
| 몰타              | 몰타의 노래                          |  |
| 몽골              | 몽골의 국가                          |  |
| 미국              | 별이 빛나는 깃발                     |  |
| 미크로네시아 연방 | 미크로네시아의 애국자                |  |
| 미얀마            | 세상이 끝날 때까지                   |  |

## ㅂ
| 바누아투              | 유미, 유미, 유미              |  |
| 바레인                | 우리의 바레인                 |  |
| 바베이도스            | 풍요로울 때에도 어려울 때에도 |  |
| 바티칸 시국           | 교황 찬가                     |  |
| 바하마                | 바하마 땅으로 전진하자        |  |
| 방글라데시            | 나의 금빛 벵골                |  |
| 베냉                  | 새로운 날의 시작              |  |
| 베네수엘라            | 용감한 자들에게 영광 있으라   |  |
| 베트남                | 진군가                        |  |
| 벨기에                | 브라반트(브라방) 행진곡       |  |
| 벨라루스              | 우리는 벨라루스인             |  |
| 벨리즈                | 자유의 땅                     |  |
| 보스니아 헤르체고비나 | 인테르메초                    |  |
| 보츠와나              | 이 숭고한 땅을 축복하리       |  |
| 볼리비아              | 볼리비아 공화국 국가          |  |
| 부룬디                | 우리의 부룬디                 |  |
| 부르키나파소          | 어느 날 밤                    |  |
| 부탄                  | 전룡의 왕국                   |  |
| 북마케도니아          | 마케도니아의 오늘을 넘어      |  |
| 불가리아              | 친애하는 조국                 |  |
| 브라질                | 브라질 국가                   |  |
| 브루나이              | 주여, 군주를 축복하소서.      |  |

## ㅅ
| 사모아                  | 자유의 기                                        |  |
| 사우디아라비아          | 군주를 찬양하라                                  |  |
| 사하라 아랍 민주 공화국 | 오, 사하라의 아들이여                            |  |
| 산마리노                | 국가                                             |  |
| 상투메 프린시페         | 완전한 독립                                      |  |
| 세네갈                  | 모든 이가 그대의 코라와 발라퐁을 친다네          |  |
| 세르비아                | 정의의 하느님                                    |  |
| 세이셸                  | 세이셸 국민들은 모두 모여라                      |  |
| 세인트루시아            | 세인트루시아의 아들과 딸                         |  |
| 세인트빈센트 그레나딘   | 세인트빈센트의 땅은 너무 아름답도다.             |  |
| 세인트키츠 네비스       | 오, 아름다운 땅이여!                             |  |
| 소말리아                | 깃발을 찬양하라                                  |  |
| 소말릴란드              | 평화롭게 오래 살자                               |  |
| 솔로몬 제도             | 하느님, 우리의 솔로몬 제도를 지켜 주시옵소서     |  |
| 수단                    | 우리는 하느님과 우리 땅의 전사                   |  |
| 수리남                  | 수리남은 우리 하느님과 함께 있다.                |  |
| 스리랑카                | 어머니 스리랑카                                  |  |
| 스웨덴                  | 그대의 조상, 그대의 자유 왕실용 국가는 왕의 노래 |  |
| 스위스                  | 스위스 찬가                                      |  |
| 스페인                  | 왕의 행진                                        |  |
| 슬로바키아              | 타트라 산맥 위에 번개가 쳐도                     |  |
| 슬로베니아              | 축배                                             |  |
| 시리아                  | 조국의 파수꾼                                    |  |
| 시에라리온              | 그대를 향해 자유의 범위를 높이리                 |  |

## ㅇ
| 아랍에미리트   | 나의 조국은 오래 존속되리                |  |
| 아르메니아     | 우리의 조국                              |  |
| 아르헨티나     | 조국의 행진                              |  |
| 아이슬란드     | 찬가                                     |  |
| 아이티         | 드살린 행진곡                            |  |
| 아일랜드       | 전사의 노래                              |  |
| 아제르바이잔   | 아제르바이잔 행진곡                      |  |
| 아프가니스탄   | 이 곳은 용감한 자들의 고향이다           |  |
| 안도라         | 위대한 샤를마뉴 대제                     |  |
| 알바니아       | 깃발의 찬가                              |  |
| 알제리         | 맹세                                     |  |
| 압하지야       | 승리                                     |  |
| 앙골라         | 전진하는 앙골라                          |  |
| 앤티가 바부다  | 아름다운 앤티가, 우리 그대에게 경례하리. |  |
| 에리트레아     | 에리트레아, 에리트레아, 에리트레아       |  |
| 에스와티니     | 오, 주여 스와지족에게 축복을 주소서      |  |
| 에스토니아     | 나의 조국, 나의 행복과 기쁨              |  |
| 에콰도르       | 우리는 조국인 그대를 향해 경례하리.      |  |
| 에티오피아     | 전진하라, 나의 어머니 에티오피아         |  |
| 엘살바도르     | 엘살바도르의 국가                        |  |
| 영국           | 하느님, 국왕 (여왕) 폐하를 지켜 주소서   |  |
| 예멘           | 연합 공화국                              |  |
| 오만           | 오만 국가                                |  |
| 오스트레일리아 | 아름다운 오스트레일리아여 전진하라       |  |
| 오스트리아     | 산의 나라, 강의 나라                     |  |
| 온두라스       | 온두라스의 국가                          |  |
| 요르단         | 오래 존속될 군주                         |  |
| 우간다         | 오, 나의 아름다운 우간다여!              |  |
| 우루과이       | 우루과이인에게 조국이 아니면 죽음을      |  |
| 우즈베키스탄   | 우즈베키스탄 공화국 국가                 |  |
| 우크라이나     | 우크라이나의 영광은 사라지지 않으리      |  |
| 이라크         | 나의 조국                                |  |
| 이란           | 이란 이슬람 공화국 국가                  |  |
| 이스라엘       | 그 희망                                  |  |
| 이집트         | 나의 조국,나의 조국,나의 조국            |  |
| 이탈리아       | 마멜리 찬가                              |  |
| 인도           | 모든 국민의 마음                         |  |
| 인도네시아     | 위대한 인도네시아                        |  |
| 일본           | 기미가요                                 |  |

## ㅈ
| 자메이카               | 우리가 사랑하는 땅, 자메이카           |  |
| 잠비아                 | 자부심과 자유로 일어서는 잠비아의 노래 |  |
| 적도 기니              | 우리의 거대한 행복의 길을 걷자         |  |
| 조선민주주의인민공화국 | 애국가                                 |  |
| 조지아                 | 자유                                   |  |
| 중앙아프리카 공화국    | 부활 행진곡                            |  |
| 중화민국               | 삼민주의                               |  |
| 중화인민공화국         | 의용군 진행곡                          |  |
| 지부티                 | 지부티                                 |  |
| 짐바브웨               | 짐바브웨의 땅을 축복하리               |  |

## ㅊ
| 차드 | 차드 행진곡        |  |
| 체코 | 나의 조국은 어디에 |  |
| 칠레 | 칠레 국가          |  |

## ㅋ
| 카메룬           | 오 카메룬, 우리 선조의 요람이여 |  |
| 카보베르데       | 자유의 노래                     |  |
| 카자흐스탄       | 나의 카자흐스탄                 |  |
| 카타르           | 평화를 위한 노래                |  |
| 캄보디아         | 왕국                            |  |
| 캐나다           | 오 캐나다                       |  |
| 케냐             | 모든 만물의 주여                |  |
| 코모로           | 위대한 섬 연합                  |  |
| 코소보           | 유럽                            |  |
| 코스타리카       | 그대의 아름다운 깃발이여!       |  |
| 코트디부아르     | 행진곡                          |  |
| 콜롬비아         | 오,불멸의 영광이여!             |  |
| 콩고 공화국      | 콩고의 노래                     |  |
| 콩고 민주 공화국 | 콩고인들이여 일어나라           |  |
| 쿠바             | 바야모 행진곡                   |  |
| 쿠웨이트         | 국가                            |  |
| 크로아티아       | 아름다운 조국                   |  |
| 키르기스스탄     | 키르기스스탄 공화국의 국가      |  |
| 키리바시         | 일어나라! 키리바시여            |  |
| 키프로스         | 자유의 찬가                     |  |

## ㅌ
| 타지키스탄        | 국가                            |  |  |
| 탄자니아          | 주여, 아프리카를 축복하소서     |  |  |
| 태국              | 플렝 찻 왕실용 국가는 국왕 찬가 |  |  |
| 튀르키예          | 독립 행진곡                     |  |  |
| 토고              | 우리 조상의 땅                  |  |  |
| 통가              | 통가제도의 왕을 위한 노래       |  |  |
| 투르크메니스탄    | 독립, 중립, 투르크메니스탄 국가 |  |  |
| 투발루            | 전능함을 위한 투발루            |  |  |
| 튀니지            | 조국의 수호자                   |  |  |
| 트리니다드 토바고 | 자유의 사랑으로 나아가리        |  |  |

## ㅍ
| 파나마       | 지협의 노래                             |  |
| 파라과이     | 파라과이인들에게 공화국이 아니면 죽음을 |  |
| 파키스탄     | 국가                                    |  |
| 파푸아뉴기니 | 오, 모든 아들들아 일어나라              |  |
| 팔라우       | 우리 팔라우                             |  |
| 팔레스타인   | 전사여                                  |  |
| 페루         | 우리는 자유로우며 언제나 그러하리라     |  |
| 포르투갈     | 포르투갈의 노래                         |  |
| 폴란드       | 폴란드는 아직 죽지 않았다               |  |
| 프랑스       | 마르세유의 노래                         |  |
| 피지         | 하느님께서 피지를 축복하시리            |  |
| 핀란드       | 우리의 땅                               |  |
| 필리핀       | 선택된 땅                               |  |

## ㅎ
| 헝가리 | 찬가 |  |

## 같이 보기
- 나라 목록
- 깃발 목록
- 국장 목록
- 나라 표어 목록
- 왕실 국가 목록
- 국가